# ریچارد ای. فالک
ریچارد اندرسون فالک (به انگلیسی: Richard A. Falk) (زاده ۱۳ نوامبر ۱۹۳۰) استاد بازنشسته آمریکایی حقوق بین‌الملل در دانشگاه پرینستون، و رئیس هیئت امنای ناظر حقوق بشر اروپا-مدیترانه است. در سال ۲۰۰۴، او به عنوان نویسنده یا مؤلف ۲۰کتاب و ویراستار یا ویراستار ۲۰جلد کتاب دیگر فهرست شد. فالک به‌طور گسترده‌ای تاکنون چندین کتاب نوشته شده در مورد حقوق بین‌الملل و سازمان ملل متحد را منتشر کرده است.
در سال ۲۰۰۸، شورای حقوق بشر سازمان ملل متحد (UNHRC) فالک را از سال ۱۹۶۷ برای یک دوره شش ساله به عنوان گزارشگر ویژه سازمان ملل متحد در مورد وضعیت حقوق بشر در سرزمین‌های فلسطینی اشغالی منصوب کرد.

## سنین جوانی و تحصیل
فالک در یک خانواده یهودی در نیویورک به دنیا آمد. او با تعریف خود به عنوان «یهودی آمریکایی»، می‌گوید که داشتن موقعیت خارجی، با احساس عدم تعلق، ممکن است بر نقش بعدی او به عنوان منتقد سیاست خارجی آمریکا تأثیر گذاشته باشد. یهودی بودن او بیش از هر چیز برای فالک بیانگر این است که «دل مشغولی او با غلبه بر بی عدالتی و تشنگی به عدالت در جهان است، و این به معنای احترام گذاشتن به مردم دیگر صرف نظر از ملیت یا مذهب آنها، و همدلی در مواجهه با درد و رنج بشری در هر کجا و هر کسی است که قربانی شده است می‌باشد.»
فالک در سال ۱۹۵۲ لیسانس علوم اقتصاد را از مدرسه وارتون دانشگاه پنسیلوانیا دریافت کرد و سپس مدرک لیسانس حقوق را در دانشکده حقوق ییل به پایان رساند. او دکترای خود را در رشته حقوق (SJD) از دانشگاه هاروارد در سال ۱۹۶۲ اخذ کرد. تفکر اولیه او تحت تأثیر مطالعاتش در مورد کارل مارکس، هربرت مارکوزه و سی رایت میلز قرار گرفت، و او به پروژه‌هایی برای لغو جنگ و تجاوز به عنوان نهادهای اجتماعی توجه جدی داشت.

### شغل حرفه‌ای
فالک کار تدریس خود را در دانشگاه ایالتی اوهایو و هاروارد در اواخر دهه ۱۹۵۰ آغاز کرد. در سال ۱۹۶۱ به دانشگاه پرینستون نقل مکان کرد، و طی ۳۰ سال در امور آکادمیک خدمت نمود. او در سال ۱۹۶۵ به عنوان پروفسور جایگزین آلبرت جی. میلبانک با عنوان استاد حقوق و عمل بین‌الملل منصوب گردید و این سمت را به عنوان استاد بازنشسته حفظ نمود. در سال ۱۹۸۵، او به عنوان یکی از همکاران کمک‌هزینه گوگنهایم انتخاب شد. او در سال ۲۰۰۱ از تدریس بازنشسته شد
از سال ۲۰۰۲، او استاد پژوهشی در مرکز اورفلی برای مطالعات جهانی و بین‌المللی در دانشگاه کالیفرنیا، سانتا باربارا بوده است. از سال ۲۰۱۳، او مدیر پروژه تغییرات آب و هوایی جهانی، امنیت انسانی و دموکراسی بوده است.
فالک منتقد حاکمیت وستفالی یعنی عدم مداخله در امور داخلی کشور دیگر است، که به عقیده او باید توسط یک نهاد بین‌المللی‌تر برای کنترل توسل به زور توسط دولت‌ها فراتر برود، این درحالی است که جهان به سمت یک اخلاق جهانی پیش می‌رود که در آن دولت‌ها مرزهای خود را کنار می‌گذارند. سرزمین‌گرایی وسواس‌آمیز در ازای رژیمی با اهداف مورد مذاکره، که در آن رهبران ملی باید در معرض پاسخگویی قرار گیرند. با توجه به موقعیت‌های ژئوپلیتیکی خاص، او کتاب‌ها و مقالاتی را در تحلیل جنبه‌های ایدئولوژی و دستگاه‌های ایدئولوژیک دولت، بحث حقوق بشر آمریکایی، قانونی بودن جنگ ویتنام و سایر عملیات‌های نظامی منتشر کرده است. وی در رابطه با تهاجم سال ۳۰۰۲ به عراق نوشت که «غیرقابل اجتناب است که یک ناظر عینی به این نتیجه برسد که جنگ عراق یک جنگ تجاوزکارانه بود» و به این ترتیب، جنایتی علیه صلح به‌شمار می‌رود. رهبران آلمانی بازمانده در دادگاه نورنبرگ که اندکی پس از جنگ جهانی دوم برگزار شد، متهم، محاکمه و مجازات شدند.

### فعالیت سیاسی
تعامل فالک با سیاست در دانشگاه ایالتی اوهایو آغاز شد، جایی که در دهه ۱۹۶۰ به عنوان یکی از اعضای دانشکده حقوق شاهد نژادپرستی بود که دانشجویان سیاه‌پوست را هدف قرار می‌داد. نقل مکان او به دانشگاه پرینستون، جایی که تدریس حقوق با سیاست، روابط بین‌الملل و سایر علوم اجتماعی مرتبط بود، به فالک اجازه داد تا تخصص حرفه‌ای خود در حقوق بین‌الملل را با ارزش‌های اخلاقی و سیاسی خود ادغام نماید و فالک قصد داشت کار آکادمیک خود را با فعالیت سیاسی در نقشی که به عنوان یک شهروند زائر توصیف می‌کرد ترکیب کند.
تحقیق اساسی یک شهروند زائر این است که کشف کند چگونه جنبش‌های اجتماعی مطلوب و در عین حال بعید را به موفقیت برساند. جنبش‌هایی علیه برده‌داری، استعمار، تبعیض نژادی، و پدرسالاری از نمونه‌هایی هستند که نگرانی اصلی من است که یک جنبش علیه جنگ و تجاوز را به عنوان نهادهای اجتماعی تقویت کنم، تا متضمن ساخت تدریجی نظم نوین جهانی شوند و نیازهای اساسی بشری را تضمین نمایند، جایی که از محیط زیست و از حقوق اساسی بشری همه افراد محافظت کند. و گروه‌ها بدون تجاوز به منابع مخاطره آمیز تنوع فرهنگی‌شان در جهت حل غیر خشونت‌آمیز درگیری‌های بین اجتماعی فعالیت کنند..